# Guayaquil
Guayaquil, tên đầy đủ Santiago de Guayaquil, là thành phố ở phía Tây Ecuador, thủ phủ của Tỉnh Guayas. Thành phố toạ lạc bên sông Guayas River, gần phía đầu của Vịnh Guayaquil, ở vùng đất thấp ven biển Thái Bình Dương. 

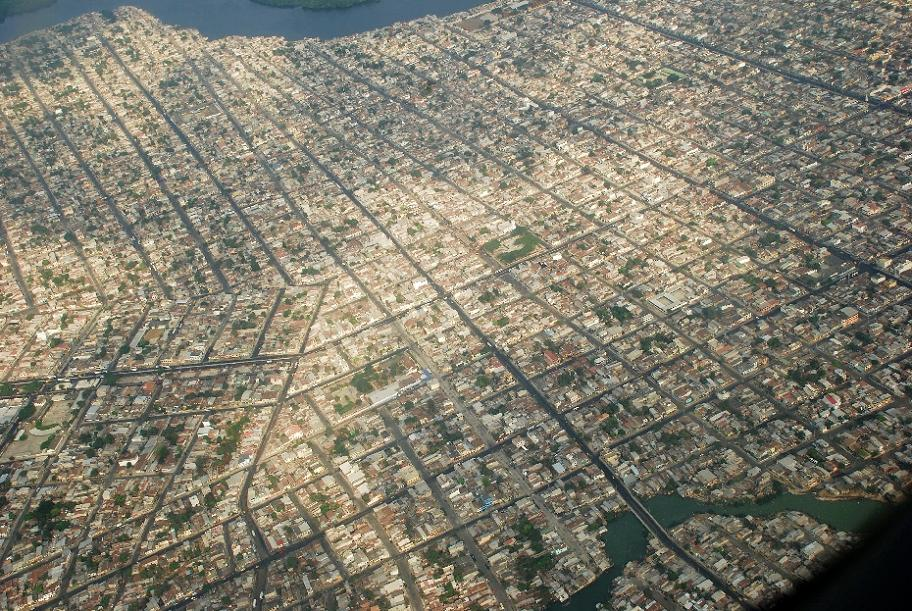
Toàn bộ khung cảnh thành phố Guayaquil.

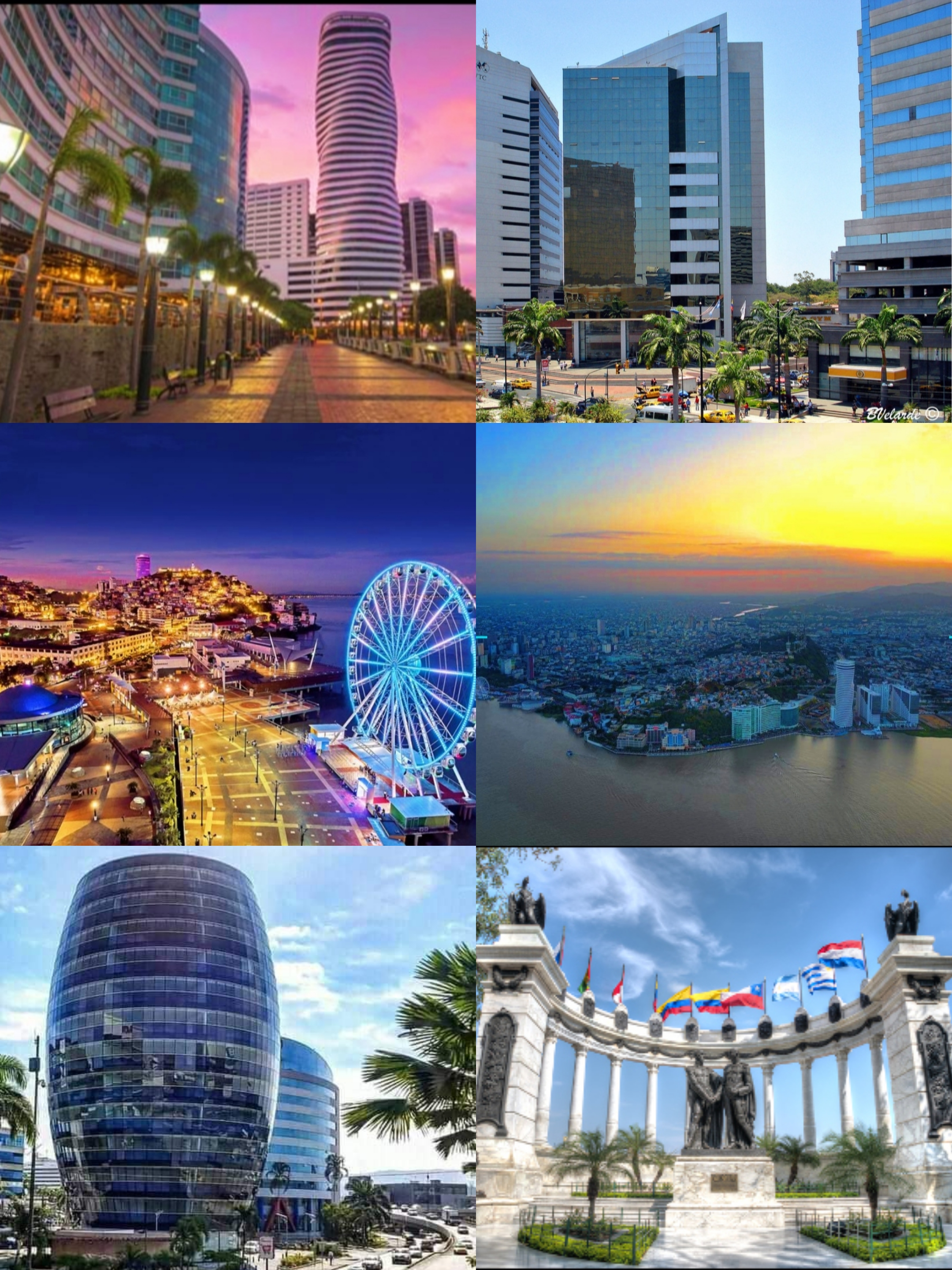
Toàn cảnh khuôn viên của thành phố Guayaquil.

Guayaquil là thành phố lớn nhất Ecuador và cũng là trung tâm kinh tế hàng đầu của quốc gia này. Phần lớn hàng xuất khẩu chuối của nước này và phần lớn hàng nhập khẩu đều thông qua cảng nước sâu gần đó (hoàn thành năm 1962). Các ngành công nghiệp chính có: đánh bắt tôm, lọc dầu, chế biến thực phẩm, chế tạo máy và sản xuất hàng tiêu dùng. Hàng nông sản từ các vùng ven biển phía Bắc như chuối, cacao, cà phê và cam được xuất khẩu từ thành phố này. Cảng của Guayaquil đã trở thành một trong những cảng tấp nập nhất ở Nam Mỹ bên bờ Thái Bình Dương.
Thành phố đã được mở rộng và đã thu hút làn sóng công nhân nhập cư từ nông thôn Ecuador đã tạo ra thiếu hụt nhà ở và nước cho thành phố. Thành phố nằm ngày phía Nam của xích đạo nên Guayaquil chỉ hơi mát nhờ Hải lưu Humboldt gây ra gần như quanh năm. Dòng hải lưu này rút xuống vào tháng giêng khiến cho cư dân phải đối mặt với khí hậu mưa, ẩm, nóng đến tháng 4.